# Långtjärnen (Lima socken, Dalarna, 676824-133475)
Långtjärnen är en sjö i Malung-Sälens kommun i Dalarna och ingår i Göta älvs huvudavrinningsområde.